# Asszuán
Asszuán (egyiptomi nyelven: Szuenet, tudományos átírásban Swn.t; ógörögül: Szüéné (Συήνη), arabul: أسوان - Aswān, koptul: ⲥⲟⲩⲁⲛ Swān) város Egyiptom déli részén, az Asszuáni Kormányzóság székhelye. A 2012-ben már 300 000 lakosú település a Nílus keleti partján, az 1. katarakta bejáratánál fekszik. Az ókorban Asszuán volt az Egyiptomi Birodalom déli határa, tőle délre terült el Alsó-Núbia. A várostól délre a 20. század elején építették meg az első duzzasztógátakat, duzzasztógátjait, majd az 1960-as években az akkori világ legnagyobb vízerőművét, a Nagy Asszuáni-gátat.

## Közlekedés

### Légi
Repülőtere az asszuáni nemzetközi repülőtér.

## Éghajlata
| Hónap                                           | Jan. | Feb. | Már. | Ápr. | Máj. | Jún. | Júl. | Aug. | Szep. | Okt. | Nov. | Dec. | Év   |
| ----------------------------------------------- | ---- | ---- | ---- | ---- | ---- | ---- | ---- | ---- | ----- | ---- | ---- | ---- | ---- |
| Átlagos max. hőmérséklet (°C)                   | 23,0 | 25,2 | 29,5 | 35,0 | 39,0 | 41,4 | 41,1 | 41,0 | 39,3  | 36,0 | 29,0 | 24,3 | 33,7 |
| Átlagos min. hőmérséklet (°C)                   | 8,7  | 10,2 | 13,8 | 19,0 | 23,0 | 25,2 | 26,0 | 25,8 | 24,0  | 20,6 | 15,0 | 10,5 | 18,5 |
| Átl. csapadékmennyiség (mm)                     | 0    | 0    | 0    | 0    | 0    | 0    | 0    | 1    | 0     | 1    | 0    | 0    | 1    |
| Forrás: World Meteorological Organization, NOAA |      |      |      |      |      |      |      |      |       |      |      |      |      |

## Története
Felső-Egyiptom déli határvidéke, így Asszuán környéke a Kr. e. 4. - 3. évezred fordulóján az egyiptomi Nagada kultúra és az alsó-núbiai A csoport kultúrájának határán feküdt.
A modern város melletti Elephantiné szigetén már az óbirodalom korában jelentős kereskedőváros és erődítmény állt. Ettől az időtől itt húzódott az ország déli határa. Az ókori település valószínűleg a modern település alatt terült el. A fáraókori rétegeket még nem tárták fel, de a nyugati parton sziklába vájt gazdag kormányzósírok a település stratégiai és gazdasági fontosságáról tanúskodnak.
Ide érkeztek délről a különböző egzotikus áruk, mint például az elefántcsont, állatbőrök, keményfák, illatszerek és fűszerek, valamint a núbiai arany.
A sivatag szélén számos gránitbányát nyitottak.
Fontos szerepét a hellénisztikus korban is megtartotta. Több klasszikus szerző, így Sztrabón és idősebb Plinius is megemlíti. Eratoszthenész az ebben a városban és Alexandriában a nyári napforduló napján délben mért árnyék különbsége alapján számította ki a Föld kerületét.

## Látnivalói
Ma Asszuán az egyiptomi idegenforgalom egyik kedveltebb célpontja. Számos turista keresi fel a környék nevezetes történelmi emlékeit, mint Philai, Elephantiné szigete vagy a Szent Simeon kolostor, de rengeteg látogatót vonz az ország egyik legszebb múzeuma, a Núbiai Múzeum is.

### A temetőkörzet
Az asszunáni sziklasírok kialakítása a közép-egyiptomiakéhoz (Beni Haszán hasonló, de durvább, elnagyoltabb. Fülkéiket a protodór oszlopok helyett elnagyolt sziklapillérek tagolják; többüknek még terasza sincs. Több sír dromosza (feljáró útja) épen megmaradt (Hajnóczi).

## Galéria

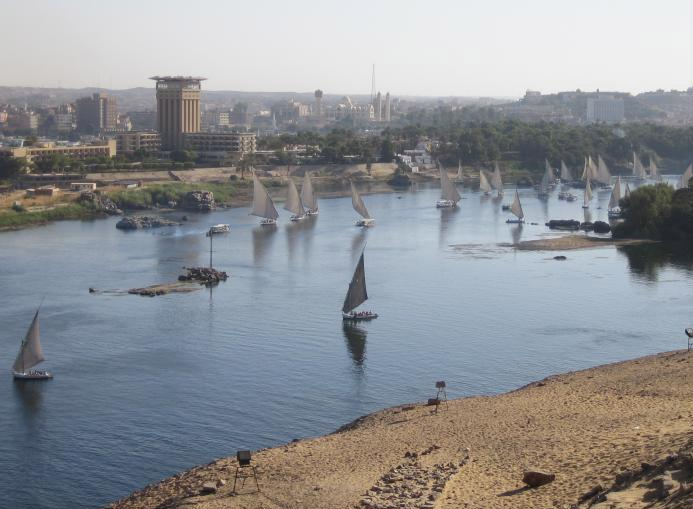
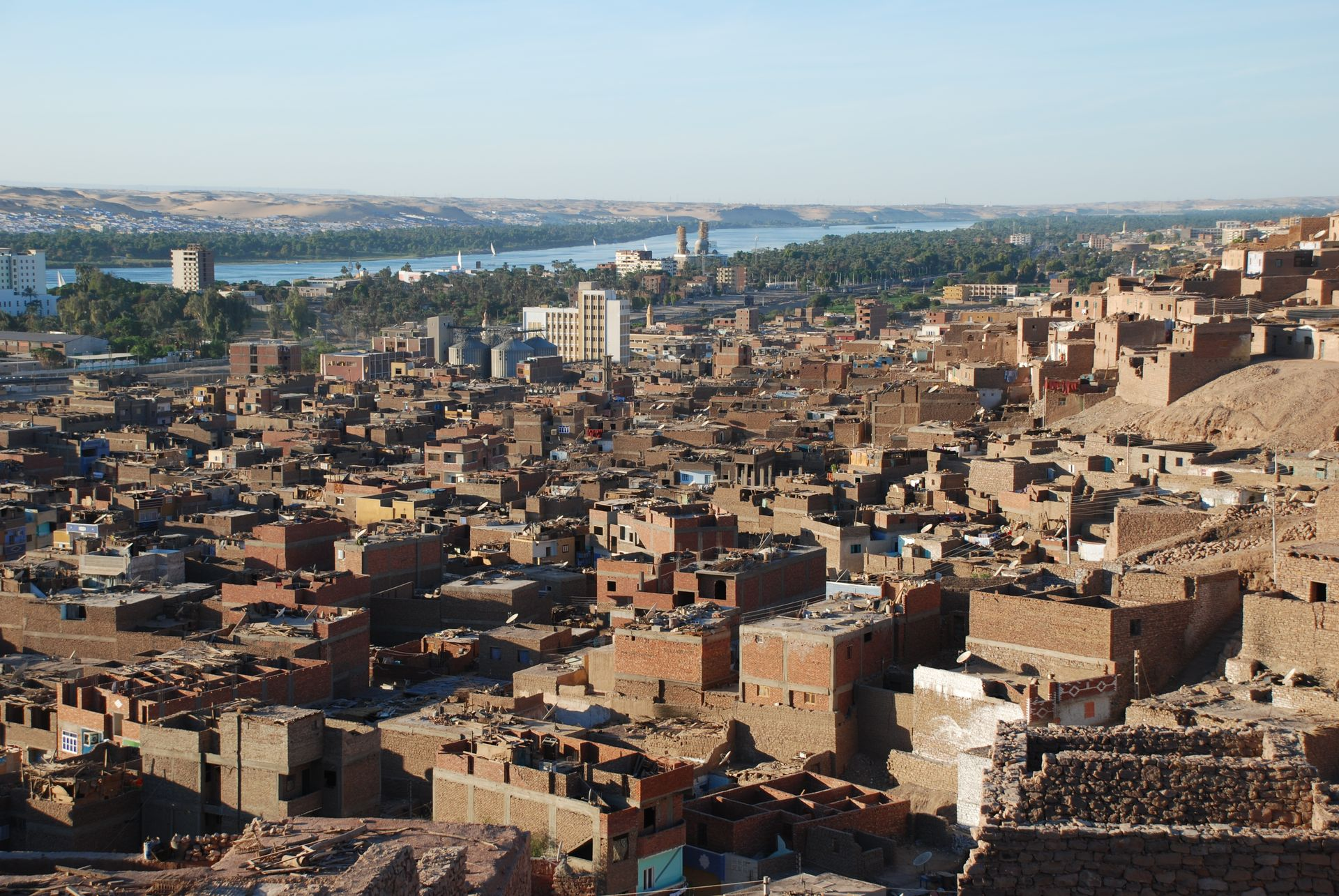
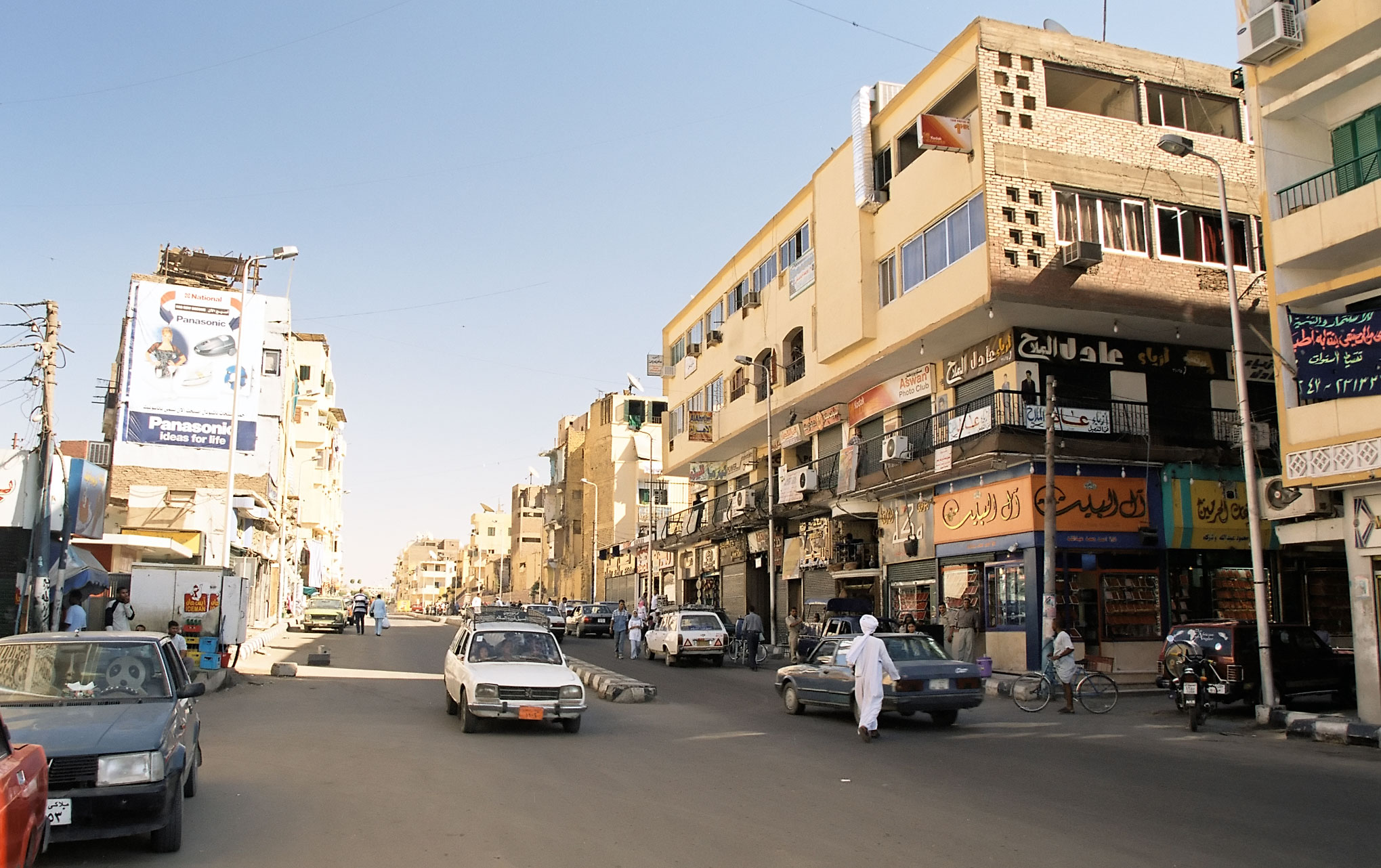